# Chan Oi Ni
Emma Chan Oi Ni (chinesisch 陳愛彌; * 15. Mai 1966) ist eine Badmintonspielerin aus Hongkong. 

## Karriere
Chan Oi Ni nahm 1996 im Mixed mit He Tim an Olympia teil. Sie verloren dabei jedoch gleich in Runde eins und wurde somit 17. in der Endabrechnung. Im Jahr zuvor hatten beide die New Zealand Open gewonnen.

## Sportliche Erfolge
| Saison | Veranstaltung    | Disziplin | Platz | Name                |
| ------ | ---------------- | --------- | ----- | ------------------- |
| 1995   | New Zealand Open | Mixed     | 1     | Chan Oi Ni / He Tim |
| 1996   | Olympia          | Mixed     | 17    | Chan Oi Ni / He Tim |